# معتمدية العالية
معتمدية العالية إحدى معتمديات الجمهورية التونسية، تابعة لولاية بنزرت.

## العمادات التابعة لمعتمدية العالية
| العالية الشمالية |
| العالية الجنوبية |
| سيدي علي الشباب  |
| الخيتمين         |
| الحريزة          |